# Plantago eriopoda
Plantago eriopoda es una especie de planta herbácea perteneciente a la familia Plantaginaceae. Es originaria del oeste y centro de Norteamérica desde Alaska al sudoeste de los Estados Unidos en la región de los Grandes lagos, en el que se pueden encontrar en los tipos de hábitats húmedos y muy húmedos, a veces en suelos alcalinos. 

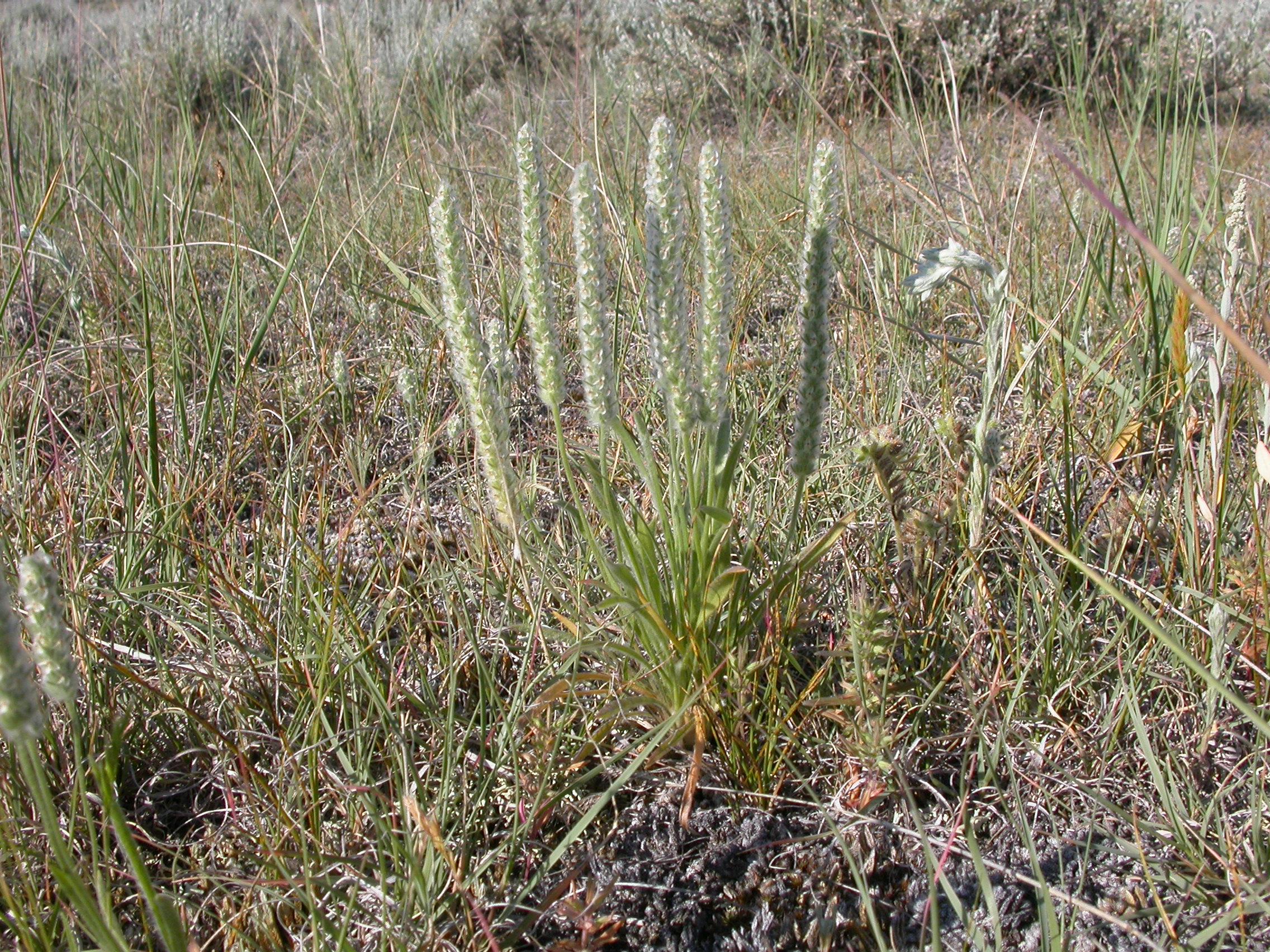
Vista de la planta

## Descripción
Es una hierba perenne que produce una mata de hojas ovales en forma de lanza de hasta 25 centímetros de largo. Las hojas pueden tener los bordes ligeramente dentados y, a menudo tienen una capa de pelos lanosos rojos cerca de sus bases. Los tallos de las inflorescencias crecen erectas hasta una altura máxima de cerca de medio metro. El final de los pedúnculos de la inflorescencia es una espiga densa cilíndrica con muchas flores diminutas. Cada flor tiene una corola blanquecina con cuatro lóbulos cada una de un milímetro de largo acompañado por sépalos cubiertos con pequeñas brácteas .

## Taxonomía
Ranunculus abnormis fue descrita por John Torrey y publicado en Annals of the Lyceum of Natural History of New York 2: 237. 1827.
Etimología
Plantago: nombre genérico que deriva de  plantago = muy principalmente, nombre de varias especies del género Plantago L. (Plantaginaceae) –relacionado con la palabra latina planta, -ae f. = "planta del pie"; por la forma de las hojas, según dicen–. Así, Ambrosini (1666) nos cuenta: “Es llamada Plantago por los autores latinos, vocablo que toman de la planta del pie (a causa de la anchura de sus hojas, las que recuerdan la planta del pie; y asimismo porque las hojas tienen líneas como hechas con arado, semejantes a las que vemos en la planta del pie)”
eriopoda: epíteto latino que significa "pie lanudo".
Sinonimia
- Plantago tweedyi A. Gray	[4]